# Слетіоареле (Вилча)
Слетіоареле (рум. Slătioarele) — село у повіті Вилча в Румунії. Адміністративно підпорядковане місту Окнеле-Марі.
Село розташоване на відстані 161 км на північний захід від Бухареста, 9 км на захід від Римніку-Вилчі, 91 км на північний схід від Крайови, 123 км на південний захід від Брашова.

## Населення
За даними перепису населення 2002 року у селі проживали 504 особи, усі — румуни. Усі жителі села рідною мовою назвали румунську.